# Eureka Springs
Eureka Springs é uma cidade localizada no estado americano de Arkansas, no Condado de Carroll. Localiza-se nas montanhas Ozark, não distante da fronteira com o Missouri.

## Demografia
Segundo o censo americano de 2000, a sua população era de 2278 habitantes.
Em 2006, foi estimada uma população de 2358, um aumento de 80 (3.5%). Em 2020, a população foi de 2166 habitantes.

## Geografia
De acordo com o United States Census Bureau, a localidade tem uma área de 18,0 km², dos quais 17,6 km² cobertos por terra e 0,4 km² cobertos por água. Eureka Springs localiza-se a aproximadamente 305 m acima do nível do mar.

## Localidades na vizinhança
O diagrama seguinte representa as localidades num raio de 24 km ao redor de Eureka Springs.

## Património
- Thorncrown Chapel